# بخش کروکس، شهرستان رنویل، مینه سوتا
بخش کروکس (به انگلیسی: Crooks Township) یک منطقهٔ مسکونی در ایالات متحده آمریکا است که در شهرستان رنویل، مینه‌سوتا واقع شده‌است.
 بخش کروکس ۹۳٫۵ کیلومتر مربع مساحت و ۲۱۳ نفر جمعیت دارد و ۳۲۸ متر بالاتر از سطح دریا واقع شده‌است.